# Биковський Лев Устимович
Лев Устимович (Юстимович) Биковський (нар. 10 (23) квітня 1895, Вільховець — 11 січня 1992, Денвер) — український бібліограф, книгознавець, бібліотекознавець, геополітик, історик, журналіст та мемуарист.

## Біографія

### Ранні роки
Народився 10 (23 квітня) 1895 року в селі Вільховець, нині Звенигородського району Черкаської області, Україна (за адмінподілом Російської імперії, Звенигородського повіту Київської губернії) у сім'ї лісничого у маєтку графів Потоцьких, охрещений 25 квітня у Троїцькій церкві Вільхівця. По батькові польського, по матері українського походження.
З 27 серпня 1905 до 31 травня 1912 навчався у Звенигородській комерційній школі, закінчив зі срібною медаллю та званнями особистого почесного громадянина та кандидата комерції. З 1 вересня 1912 до 5 вересня 1914 навчався на металургічному факультеті Політехнічного, з вересня 1914 до травня 1915 — Лісового інститутів у Санкт-Петербурзі. У жовтні 1912 р. безуспішно намагався отримати стипендію від дирекції маєтку, де служив батько. Брав активну участь у діяльності української студентської громади. У травні 1915 відрахований з Інституту за неуспішність, працював кресляром.

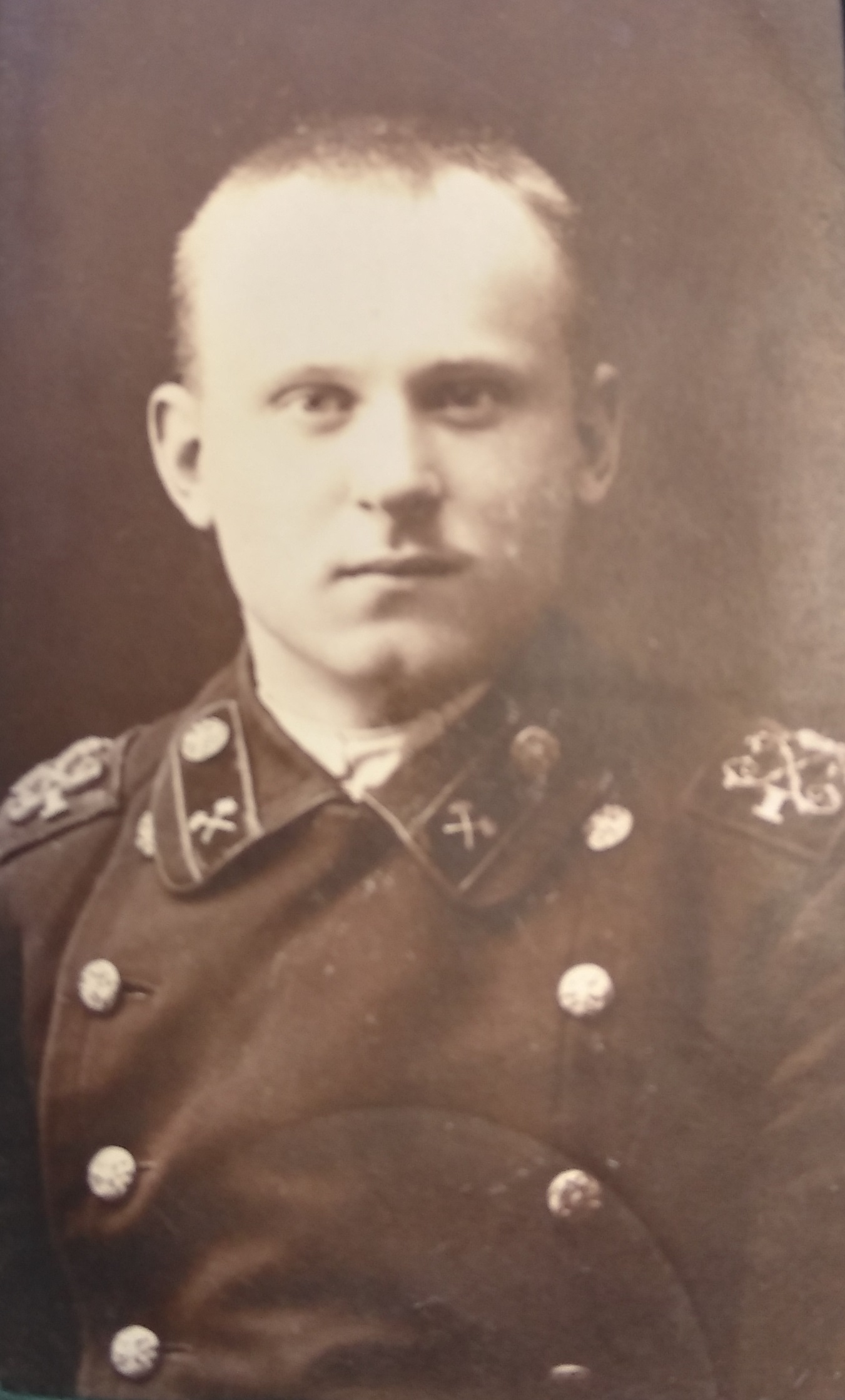
Лев Биковський в студентські роки

З грудня 1915 по січень 1916 відбував службу десятником військово-шляхового відділу МВС в тилових районах Північного фронту. 31 cічня 1916 покликаний в армію, до листопада 1917 служив на російсько-османському фронті техніком-інженером. Став одним із організаторів української громади у Трапезунді (нині місто Трабзон, Туреччина), там же надрукував свої перші статті.

### Визвольні змагання
З січня 1918 року урядовець МЗС у Києві, книгар у видавничому товаристві «Друкар».
З осені 1919 до травня 1920 року працював другим помічником бібліотекаря в Українському державному Кам'янець-Подільському університеті (нині Кам'янець-Подільський національний університет імені Івана Огієнка) та одночасно наприкінці 1919-го — початку 1920 року навчався в університеті.
В 1920—1921 роках працював у Всенародній Національній) бібліотеці України. Відданий ідеї створення НБУ, присвятив цій темі понад 20 статей (1919—1972). Був першим редактором журналу «Хроніки», що його видавала НБУ. Книгознавча діяльність Биковського була схвально оцінена в працях Ю. Меженка, Д. Балики, М. Ясинського 1920-х років.
Зиму 1920/1921 провів у селі Лозуватка на Звенигородщині (нині село Шполянського району Черкаської області), видавав Літопис громадської бібліотеки Лозуватського товариства «Просвіта».

### Перша еміграція
З осені 1921 року на еміграції в Польщі, де в 1921—1922 роках навчався на філософському факультеті Варшавського університету і закінчив курси бібліотекознавства при Варшавській публічній бібліотеці.
З кінця 1922 року в Чехословаччині, вчився на економічно-кооперативному факультеті Української господарської академії в Подєбрадах, був учнем чеського книгознавця Л. Жівного, розвинув теорію засади бібліології. У Подєбрадах жив у пансіоні «U Krále Jiřího», кім. 42. В 1927 році отримав диплом інженера-економіста.
Працював в установах, пов'язаних з книговидавництвом; підготував до друку (як автор і редактор) три збірники Українського книгознавства, видав шість праць з теорії та практики книгознавства. В 1930-ті роки в Україні його ім'я як представника ворожих емігрантських сил було вилучено з обігу, а книжки опинилися в спецфондах. Постать Биковського та його науковий доробок умисно замовчувались.
Перебування в Польщі (1928 — осінь 1944) стало головним періодом в науково-дослідницькій, бібліологічній праці Биковського. Понад 16 років працював у Варшавській міській публічній бібліотеці, спочатку завідувачем відділом комплектування, в 1942—1944 роках її директором, викладав на Вищих курсах бібліотекознавства. Разом з Юрієм Липою організував Український Чорноморський інститут, а згодом сприяв створенню Суходолового та Океанічного інститутів.
З січня 1945 року в Німеччині, у різних таборах для переміщених осіб; пізніше займався журналістською працею, перевидав ряд своїх книгознавчих праць, брав участь у розбудові Української вільної академії наук, в якій очолив книгознавчу комісію.

### Друга еміграція
Влітку 1949 року емігрував до США. В Нью-Йорку був членом управи УВАН у США, секретарем книгознавчої секції і Чорноморської комісії (пізніше — заступником голови). 1954 року переїхав до Денвера, працював у місцевій публічній бібліотеці, був незмінним секретарем Денверської групи УВАН, відновив разом з Любомиром Винаром діяльність Українського бібліологічного інституту. З 1963 року співробітник журналу «Український Історик», один із членів-засновників Українського історичного товариства. Публікував нові дослідження книгознавчої тематики і численні спогади. В 1971 році Биковському було присвоєно ступінь доцента в галузі книгознавства.
Друкувався у виданнях УВАН, Інституту Дослідів Волині, УТГІ та інших, як журналіст — в українській пресі США, Канади і Європи.
Помер 11 січня 1992 року у Денвері.
1995 року в Києві з нагоди його 100-річчя відбулася науково-практична коференція, а 5 жовтня в урочищі Привороття Черкаської області встановлено пам'ятний камінь на згадку проо видатного науковця та палкого українського патріота.
У 1997 році за фінансової підтримки дружини Л. Биковського було перевидано бібліографію «У службах українській книжці», яку мали отримати всі наукові, обласні та університетські бібліотеки. В 1999 році завдяки зусиллям Н. Солонської була видана праця «Книгодрукування на Вкраїні».

### Наукова діяльність
Творчий доробок Биковського містить понад 530 праць з питань книгознавства, бібліотекознавства. В Україні доробок Л. Биковського представлений частково. Найбільші за чисельність колекції його публікацій зберігаються в Державній науковій архівній бібліотеці та Національній бібліотеці України імені В. І. Вернадського (НБУВ).
Биковський — один з перших бібліотекарів Національної бібліотеки України. Він є автором першої «Бібліотековіани НБУ» та близько 20 публікацій про початок діяльності Бібліотеки.
Також брав участь у розбудові наукової бібліотеки Кам'янець-Подільського державного українського університету, заснованого гетьманом П. Скоропадським.
Одним з перших серед українських науковців почав дослідження діяльності зарубіжних книгознавців. У «Бюлетені Варшавської публічної бібліотеки» друкує біографічні довідки та список основних праць польських, словацьких та чеських бібліографів.
Також брав активну участь у науковому русі України, співпрацював із співробітниками Українського наукового інституту, церковними діячами, політиками: Ю. Липою, І. Огієнком, В. Дорошенком, Є. Пеленським.
Бібліографія залишалася улюбленою справою Биковського до кінця життя. Він є автором низки бібліографій і біографічних матеріалів про діячів української науки та культури: мистецтвознавця К. Широцького, поета Степана Рудницького, письменника Ю. Липу, відомого вченого в галузі сільського господарства М. Ветухова.

## Праці
Творчу спадщину Биковського складають понад 450 наукових праць, рецензій та інше. Серед них:
- Українське книгознавство. 1922;
- Національна бібліотека Української держави (1918—1921). Берлин: В-во «Українське книгознавство», 1922. — 15 с.
- Український науковий інститут книгознавства. Подєбради, 1925;
- Книжна справа в Чехословаччині. 1926;
- Бібліотечна справа в Чехословаччині. Подєбради: Українське книгознавство, 1928. — 104 с.;
- Нове завдання книгозбірень та інформаційні установи / Л. Я. Жівний; переклав з чеського Левко Биковський. Каліш: накладом Українського видавничого товариства у Варшаві, 1930. — 46 с.
- Україна над океаном. Франкфурт: [б.в.], 1946. — 18 с.
- Апостол новітнього українства, Юрій Липа. Женева: [б.в.], 1946. — 8 с.
- Початки національної бібліотеки Украінської метрополії (1918—1921). Женева: [б.в.], 1947. — 19 с.
- До проблематики життя й творчости Юрія Липи. 1948.
- Польське повстання у Варшаві 1944 р.: Спомини очевидця. Лондон, 1963;
- Ю. І. Липа // Укр. історик. 1964. № 4;
- Василь Кузів, 1887—1958: його життя й діяльність. Вінніпеґ: Українське євангельське об'єднання в північній Америці, 1966. — 103 с.
- Професор Василь Дубровський (1897—1966) // Український історик. — 1966. № 1/2 (9-10) [Архівовано 17 березня 2013 у Wayback Machine.];
- М. О. Міллер, 1883—1968 //Там само. 1968. № 1-4; С. 105—118.
- Від Привороття до Трапезунда. Мюнхен, 1969. (УІТ. Мемуаристика, № 1);
- Веймарські часи. Денвер, 1970;
- Книгарні бібліотеки академія: Спомини (1918—1922). Мюнхен;
- Денвер, 1971. (УІТ. Мемуаристика, № 2);
- У службах українській книжці. 1972; Те саме: Львів;
- Н.-Й., 1997;
- Двадцять літ науково-організаційних зусиль на заході ЗСА (Денверська група УВАН) 1954—1974. Денвер, 1974;
- Мої зустрічі з Сергієм Єфремовим // Укр.історик. 1976. № 1-4;
- Українські книгознавчі періодики і збірники І пол. ХХ ст. 1978;
- Наша співпраця: Риски до портрету Л. Винара // Укр. історик. 1981. № 1-4.
- У службах українській книжці.
- [Архівовано 11 серпня 2020 у Wayback Machine.] Биковський Л. Книгознавство, бібліографія та бібліотекознавство: програми / Левко Биковський. — Каліш: Друк. Укр. Т-ва допомоги емігрантам з України, 1933. — 31, 1 с. — (Публікації Українського видавничого товариства у Варшаві ; № 2).
- Биковський Л. Від Привороття до Трапезунду: спомини, (1895—1918) / Лев Биковський. — Мюнхен ; Денвер: Дніпрова хвиля, 1969. — 133 с. [Архівовано 14 серпня 2020 у Wayback Machine.]
- Биковський Л. Книгарні. Бібліотеки. Академія: спомини, (1918—1922) / Лев Биковський ; Укр. іст. т-во. — Мюнхен ; Денвер: Дніпрова хвиля, 1971. — 152, 1 с. : іл. — (Мемуаристика ; ч. 2). [Архівовано 5 серпня 2020 у Wayback Machine.]
- Биковський Л. Книгознавство, бібліографія та бібліотекознавство: програми / Левко Биковський. — Каліш: Друк. Укр. Т-ва допомоги емігрантам з України, 1933. — 31, 1 с. — (Публікації Українського видавничого товариства у Варшаві ; № 2). [Архівовано 11 серпня 2020 у Wayback Machine.]

## Пам'ять
- У жовтні 1995 на батьківщині Биковського в урочищі Привороття встановлено кам'яну брилу з написом на пам'ятній дошці: «Тут стояв будинок, в якому пройшли дитячі й юнацькі роки видатного українського публіциста і книгознавця Левка Устимовича Биковського».[3]